# П'ятдесят таблеток
«П'ятдесят таблеток» — дебютна стрічка режисера Тео Авгеріноса, світова прем'єра якої відбулась у 2006 році на кінофестивалі «Трайбека».

## Сюжет
Після вечірки Даррен губить гроші й тепер йому нічим платити за навчання за наступний семестр. Його сусід по кімнаті Коулмен дає йому п'ятдесят таблеток екстазі на продаж. Тепер хлопець отримав шанс залишитися в навчальному закладі.
Даррен пропонує таблетки всім. На нього починає полювати наркоторговець, який ледве не вбиває його. Наркобізнес Даррена розчаровує Грейс. До Коулмена приходять троє озброєних чоловіків, бо він винен грошей. Розрахувавшись з усіма, герой йде з коледжу, а Даррен починає зустрічатися з Грейс.

## У ролях
| Актор           | Роль    |
| --------------- | ------- |
| Лу Тейлор Пуччі | Даррен  |
| Крістен Белл    | Грейсі  |
| Джон Генслі     | Коулмен |
| Нора Зегетнер   | Мішель  |
| Майкл Пенья     | Едуардо |
| Діора Берд      | Тіффані |
| Джейн Лінч      | Дорін   |
| Моніка Кіна     | Петунія |
| Едді Кей Томас  | Ральфі  |
| Джон Капелос    | Гарольд |
| Рейчел Бостон   | Ліндсі  |

## Створення фільму

### Виробництво
Зйомки фільму проходили в Мангеттені та Лос-Анджелесі, США.

### Знімальна група
- Кінорежисер — Тео Авгеріно
- Сценарист — Метью Пернікаро
- Кінопродюсери — Метью Пернікаро, Джейк Дімерей, Кевін Манн
- Композитор — Девід Маннінг
- Кінооператор — Гарріс Хараламбус
- Кіномонтаж — Адам Б. Стейн
- Художник-постановник — Брайс Голтсгаусен
- Художник-декоратор — Пейдж Боссьєр
- Художник по костюмах — Джессіка Флоуренс
- Підбір акторів — Джералин Флад[1].

## Сприйняття

### Критика
Фільм отримав негативні відгуки. На сайті Rotten Tomatoes оцінка стрічки становить 33 % на основі 4 081 відгуку від глядачів (середня оцінка 2,8/5). Фільму зарахований «розсипаний попкорн» від глядачів, Internet Movie Database — 5/10 (2 475 голосів).

### Номінації та нагороди
| Нагороди та номінації фільму «П'ятдесят таблеток» | Нагороди та номінації фільму «П'ятдесят таблеток» | Нагороди та номінації фільму «П'ятдесят таблеток» | Нагороди та номінації фільму «П'ятдесят таблеток» | Нагороди та номінації фільму «П'ятдесят таблеток» | Нагороди та номінації фільму «П'ятдесят таблеток» |
| Рік                                               | Кінофестиваль/кінопремія                          | Категорія/нагорода                                | Номінант                                          | Результат                                         |                                                   |
| ------------------------------------------------- | ------------------------------------------------- | ------------------------------------------------- | ------------------------------------------------- | ------------------------------------------------- | ------------------------------------------------- |
| 2006                                              | «Трайбека»                                        | Найкращий нью-йоркський художній фільм            | Тео Авгеріно                                      | Номінація                                         |                                                   |